# Хартрад III фон Меренберг
Хартрад III фон Меренберг (на немски: Hartrad III von Merenberg; * пр. 1186; † сл. 1233) е граф, господар на Меренберг при Вайлбург. Повечето от рода имат името „Хартрад“.

## Произход и наследство
Той е син на Хартрад II фон Меренберг „Стари“ († сл. 1189) и съпругата му Ирмгард фон Глайберг, дъщеря на граф Вилхелм фон Глайберг († сл. 1158) и Салома фон Гисен-Изенбург († сл. 1197). Внук е на Хартрад (II) фон Меренберг († сл. 1163) и Ирмгард фон Гуденсберг? († сл. 1163). Правнук е на Хартрад I фон Меренберг († 1129) и съпругата му фон Арнщайн.
Леля му Мехтхилд/Матилда фон Глайберг-Гисен († 1206), сестра на майка му, е омъжена за пфалцграф Рудолф I фон Тюбинген († 1219). По други източици той е син на Конрад фон Меренберг († сл. 1129/1189) и съпругата му фон Хайнхаузен († сл. 1190), дъщеря на Герхард фон Хайнхаузен-Епщайн († сл. 1190).
През 1163 г. чрез женитбата преди това, половината от замък Меренберг и господство Глайберг със замъка и някои земи в Оберлангау, отиват на Меренбергите, които наследяват и графските права. Родът фон Меренберг измира по мъжка линия през 1328 г.

## Фамилия
Първи брак: с Гуда фон Хайнхаузен († сл. 1210). Те нямат деца.
Втори брак: ок. 1209 г. с Елизабет фон Витгенщайн († сл. 1233/1255), дъщеря на граф Вернер I фон Батенберг-Витгенщайн († пр. 1215) и фон Валдек († сл. 1190), дещеря на граф Фолквин II фон Шваленберг († 1178/1187). Те имат пет сина:
- Конрад фон Меренберг († сл. 1256), господар на Меренберг-Глайберг, женен I. за Гуда († сл. 1233), II. пр. 29 септември 1348 г. за Матилда фон Диц-Вайлнау († сл. 1234/сл. 1257)
- Витекинд фон Меренберг († сл. 1259), фогт на Вецлар, женен за Кунигунда фон Алтенбаумберг († сл. 1253)
- Готфрид фон Меренберг († сл. 1250)
- Вернер фон Меренберг († сл. 1244)
- Хартрад фон Меренберг (* пр. 1215 – ?)